# Мпату а Понта
Футебол Клубе Мпату а Понта або просто ФК «Мпату а Понта» (порт. Futebol Clube Mpatu a Ponta) — професіональний ангольський футбольний клуб з міста Амбріз, провінції Бенго.

## Історія клубу
Футбольний клуб було засновано Діогу Мпату, на честь якого команда носить свою назву. Клуб грав у другому дивізіоні, лізі Гіра Ангола. В 2015 році команда знялася з розіграшу чемпіонату в другому дивізіоні, офіційною причиною цієї події були проблеми з фінансуванням.

## Досягнення
- Гіра Ангола (Серія B)
  -  Бронзовий призер (1): 2014

## Статистика виступів у національних чемпіонатах
| 2014 ГА B | 2015 ГА A |
|           |           |
|           |           |
| 3-тє      |           |
|           |           |
|           |           |
|           |           |
|           |           |
|           |           |
|           |           |
|           |           |
|           |           |
|           |           |
|           |           |
|           |           |

Примітка: ГА A = Гіра Ангола (другий дивізіон) Серія A